# Elisa Carareto
Elisa Carareto (Ribeirão Preto, 1986) é uma ilustradora brasileira.

## Biografia
Formada em Imagem e Som pela UFSCar em 2009, trabalha como artista visual e ilustradora em São Paulo. Em 2018, foi finalista do prêmio Golden Pinwheel, premiação destinada a jovens ilustradores do mundo todo e que é concedida durante a China Children's Book Fair.

## Obra
Em 2018, publicou, junto com a escritora Júlia Medeiros, o livro infantil A Avó Amarela (ÔZé Editora). Por este livro, recebeu em 2019 o Prêmio FNLIJ como ilustradora revelação e o Prêmio Jabuti de melhor livro infantil. Foi ainda selecionada para participar da 30ª Bienal de Ilustração da Bratislava.